# Едді Нкетіа
Едді Нкетіа (англ. Eddie Nketiah, нар. 30 травня 1999, Лондон) — англійський футболіст ганського походження, нападник клубу «Крістал Пелес».

## Клубна кар'єра
Народився 30 травня 1999 року в місті Лондон. Починав займатися футболом в академії місцевого «Челсі», яку залишив 2015 року. Продовжив навчання в академії «Арсенала».
2017 року дебютував у складі основної команди «Арсенала». 28 вересня 2017 року Нкетія був викликаний до першої команди «Арсеналу» на матч Ліги Європи УЄФА проти «БАТЕ» (Борисов). Він вийшов на заміну на 89-й хвилині замість Джо Віллока, і згодом «Арсенал» переміг з рахунком 4:2.
Свій перший гол у Прем'єр-лізі Нкетія забив в останній день сезону в матчі з «Бернлі» 12 травня 2019 року.
З 2019 по 2020 рік виступав на правах оренди за «Лідс Юнайтед». Він дебютував 13 серпня в Кубку Футбольної ліги проти «Солфорд Сіті».
Нкетія був достроково відкликаний з оренди «Арсеналом» 1 січня 2020 року.

## Виступи за збірні
Протягом 2017—2018 років грав у складі юнацьких збірних Англії, взявши участь у 12 іграх на юнацькому рівні, відзначившись 13 забитими голами.
З 2018 року залучається до ігор молодіжної збірної Англії.
У вересні 2023 року Нкетіа отримав виклик до національної збірної Англії на товариський матч проти Шотландії. Але дебют Нкетіа у національній команді відбувся у жовтні 2023 року у товариській грі проти команди Австралії.

## Статистика виступів

### Статистика клубних виступів
Станом на 28 серпня 2023 року
| Сезон               | Команда                 | Чемпіонат           | Чемпіонат | Чемпіонат | Національний кубок | Національний кубок | Національний кубок | Континентальні кубки | Континентальні кубки | Континентальні кубки | Інші змагання | Інші змагання | Інші змагання | Усього | Усього | Усього |
| Сезон               | Команда                 | Ліга                | Ігор      | Голів     | Ліга               | Ігор               | Голів              | Ліга                 | Ігор                 | Голів                | Ліга          | Ігор          | Голів         | Ігор   | Голів  |        |
| ------------------- | ----------------------- | ------------------- | --------- | --------- | ------------------ | ------------------ | ------------------ | -------------------- | -------------------- | -------------------- | ------------- | ------------- | ------------- | ------ | ------ | ------ |
| 2017–18             | «Арсенал»               | ПЛ                  | 3         | 0         | КА+КЛ              | 1+1                | 0+2                | ЛЄ                   | 5                    | 0                    | -             | -             | -             | 10     | 2      |        |
| 2018–19             | «Арсенал»               | ПЛ                  | 5         | 1         | КА+КЛ              | 1+1                | 0+0                | ЛЄ                   | 2                    | 0                    | -             | -             | -             | 9      | 1      |        |
| 2019–20             | «Арсенал»               | ПЛ                  | 13        | 2         | КА+КЛ              | 4+0                | 2+0                | -                    | -                    | -                    | -             | -             | -             | 17     | 4      |        |
| 2020–21             | «Арсенал»               | ПЛ                  | 17        | 2         | КА+КЛ              | 1+2                | 0+1                | ЛЄ                   | 8                    | 3                    | СА            | 1             | 0             | 29     | 6      |        |
| 2021-22             | «Арсенал»               | ПЛ                  | 21        | 5         | КА+КЛ              | 1+5                | 0+5                | -                    | -                    | -                    | -             | -             | -             | 27     | 10     |        |
| 2022-23             | «Арсенал»               | ПЛ                  | 30        | 4         | КА+КЛ              | 2+1                | 2+1                | ЛЄ                   | 6                    | 2                    | -             | -             | -             | 39     | 9      |        |
| 2023-24             | «Арсенал»               | ПЛ                  | 3         | 2         | -                  | -                  | -                  | -                    | -                    | -                    | СА            | 1             | 0             | 4      | 2      |        |
| Усього за «Арсенал» | Усього за «Арсенал»     | Усього за «Арсенал» | 92        | 16        |                    | 20                 | 13                 |                      | 21                   | 5                    |               | 1             | 0             | 135    | 34     |        |
| 2019–20             | «Лідс Юнайтед» (оренда) | Ч                   | 17        | 3         | КА+КЛ              | 0+2                | 0+2                | -                    | -                    | -                    | -             | -             | -             | 19     | 5      |        |
| Усього за кар'єру   | Усього за кар'єру       | Усього за кар'єру   | 109       | 19        |                    | 22                 | 15                 |                      | 21                   | 5                    |               | 1             | 0             | 154    | 39     |        |

## Титули і досягнення
- Володар Кубка Англії (2):

«Арсенал»: 2019–20
«Крістал Пелес»: 2024–25
- Володар Суперкубка Англії (3):

«Арсенал»: 2020, 2023
«Крістал Пелес»: 2025